# 德米特里·頓斯科伊林蔭路站
德米特里·頓斯科伊林蔭路站（羅馬化：Bulvar Dmitriya Donskogo）是莫斯科地鐵謝爾普霍夫－季米里亞澤夫線的一個車站，也是謝爾普霍夫－季米里亞澤夫線最南端的一個車站。德米特里·頓斯科伊林蔭路站開通於2002年12月26日，是謝爾普霍夫－季米里亞澤夫線最新的一個車站。